# 4939 Сковіл
4939 Сковіл (4939 Scovil, 1986 QL1, 1984 BZ) — астероїд головного поясу, відкритий 27 серпня 1986 року.
Тіссеранів параметр щодо Юпітера — 3,429.